# 星际旅行II：可汗怒吼
，是派拉蒙电影公司在1982年出品的一部科幻电影。该电影是《星际迷航》科幻系列的第二部电影，描述了詹姆斯·T·柯克（威廉·夏特纳）与进取号的其他船员一同对抗暴君可汗（里卡多·蒙塔尔万）的剧情。可汗这一角色最初出现在1960年代的《星際爭霸戰》电视剧的太空种子裡。在电影中，可汗从被放逐了15年的星球逃了出来，并急切地要去找柯克复仇，进取号的船员们必须阻止他得到威力强大的创世装置。以进取号船员斯波克（伦纳德·尼莫伊）之死为结局的《可汗怒吼》，其后续剧情一直连映至1986年的《星际旅行IV：抢救未来》。
继第一部电影《星际旅行：无限太空》在评论与商业上的暗淡反响後，系列创始人吉恩·罗登伯里被迫退出了后续电影的制作。执行制片哈维·贝内特为电影写下了初步的纲要，然后再由杰克·B·索沃兹发展为完整的剧本。导演尼古拉斯·迈耶在12天内完成了最终剧本的修订，但他最后并未出现在官方的编剧名单中。迈耶的处理令电影具备了早期星旅系列的侠盗风格，而由詹姆斯·霍纳创作的音乐亦有助于电影主题的表达。伦纳德·尼莫伊同意再次出演斯波克一角，但他要求这一角色在剧中必须死亡。不过，出于预映中观众对斯波克之死所表现出的负面反应，贝内特在未经迈耶同意的情况下对电影结尾作了重大修改。电影的制作采取了大量节约成本的技巧，以保证预算不会超支，包括利用在先前项目中曾使用的缩微模型。这部电影还是第一部完全通过技术来制作其中一段影片的电影。
1982年6月4日，《可汗怒吼》在美国上映。它取得了巨大的票房效益，全球票房总额高达9,700万美元，更创下了首映日票房收入的世界纪录。影评人对这部电影的评价趋于正面，他们高度评价了可汗这个角色，认为他是全片的重心，是角色交互的关键因素。负面评论则主要集中于批评电影在特效和某些表演上的不足。影评人普遍认为《可汗怒吼》是星际旅行系列中的上乘之作，並重新勾起公众对《星际旅行》的兴趣。

## 剧情
电影开场于瓦肯女上尉莎维可指挥进取号的场景。飞船当时正在毗邻克林贡领空的中立区执行营救任务。进取号遭到了克林贡巡洋舰的袭击，情势岌岌可危。这一“袭击”其实只是“小林丸号”训练中的情景：该必败情景被设计于测试舰队军官的个人特质。詹姆斯·T·柯克中将视察了这次模拟测试。
为了给创世装置提供合适可用的星球，信望号星舰正在执行搜寻无生命星球的任务。创世装置是一种可以改变物质分子组织的鱼雷，从而创造出适合殖民的星球。信望号军官帕维尔·切科夫中校与舰长克拉克·特雷尔上校被传送到了候选行星鲸鱼座α-VI星（Ceti Alpha VI）的地面上，随即便被可汗·努尼恩·辛格俘获。20世纪末，可汗与他的基因改造超人同伙们曾统治过地球，在被击败后，他们被装入一艘冬眠船放逐到了太空之中。进取号在15年前发现了漂浮在太空中的冬眠船，苏醒过来的超人们差点夺取了进取号的控制权；随后，柯克将可汗与他的同伙们放逐到了鲸鱼座α-V星上。原来，在可汗被放逐后，α-VI星发生了爆炸，破坏了α-V星的生态系统，亦改变了其公转的轨道。于是，切科夫与特雷尔毫不知情地登上了被误认作α-VI星的α-V星。可汗将其妻子与同伴的死亡归罪于柯克，并计划向柯克寻仇。可汗在切科夫和特雷尔的耳朵里植入了当地原产的心灵控制鳗虫，从而利用他们夺取了信望号的控制权。
在斯波克的指挥下，进取号正在进行训练航行。与此同时，在进取号上视察的柯克收到了一段模糊不清的消息：消息来自边远的雷古拉I星的科学实验空间站，柯克的旧爱卡罗尔博士和他们的儿子戴维都在那里研发创世装置。于是，进取号被下令前往调查，柯克也暂时接管了星舰的指挥权。在途中，进取号因遭可汗指挥的信望号伏击而舰体受损，船上的许多实习生都因此而丧生。在与信望号的视频通话中，可汗告诉柯克他已经知晓创世装置，并要求进取号将所有与该计划有关的资料发送给他。柯克拖延了时间，用指挥密码关闭了信望号的防护罩，并对信望号进行了猛烈的还击。受到严重损坏的信望号被迫撤退以进行维修。
进取号抵达了雷古拉I星，发现创世小组的成员们都死掉了。而卡罗尔与戴维等幸存下来的科学家都躲进了小行星的地底深处。利用特雷尔和切科夫当间谍，可汗顺利地偷到了创世装置。可汗命令特雷尔杀死柯克，然而，鳗虫的影响减弱了；特雷尔被迫自杀，而切科夫则战胜了寄生虫的控制。尽管可汗自以为他将柯克困在了雷古拉I星，而实际上柯克与斯波克早已通过密码通讯安排好了会合时间。随后，柯克指挥进取号航进了临近的穆塔拉（Mutara）星云。星云里的静电放电令星舰的防护罩无法发挥作用，其瞄准系统也会受到限制，令进取号与信望号的优势都不复存在。不顾其上尉的建议，可汗一意孤行地追进了星云。
在星云里，柯克利用可汗对立体空间战斗的不熟悉，对信望号造成了严重的损坏。遭到致命伤害的可汗启动了创世装置，企图转换掉包括进取号在内的所有星云物质。尽管柯克的船员们探测到了创世装置的活动，并启动冲量引擎离开星云，但由于曲速引擎遭到破坏，进取号无法及时逃出星云。于是，斯波克来到了轮机室以修复曲速引擎。麦科伊试图阻止他进入充满高辐射的轮机舱中，但斯波克令医生失去了意识，并告诉他“记住我”。斯波克及时恢复了进取号的动力，令其得以逃出生天。在斯波克死于辐射中毒前，柯克赶到了轮机室以见他最后一面。
创世装置的爆炸导致星云聚合成了一颗行星。进取号的船员们在鱼雷舱里为斯波克举行了太空葬礼，斯波克的棺材被发射到了新行星的轨道上。进取号离开了行星，去接取之前遭放逐的信望号船员。在影片末尾，斯波克的棺材软着陆于新行星上；随后，响起了斯波克朗诵的《星际旅行》“前人所未至的领域”的独白，电影画面也随之移入到了遍布群星的深空之中。

## 角色
《可汗怒吼》的所有主角均来自最初的电视剧系列中，此外，还有一些新加入的演员及角色。

在斯波克的葬礼上聚集的进取号船员（装有斯波克遗体的鱼雷位于图像下方）。从左至右分别为：苏鲁、切科夫、斯科特、柯克、麦科伊、乌乎拉与莎维可。

- 威廉·夏特纳饰詹姆斯·T·柯克：柯克是星际舰队的一名中将，亦是进取号的前任舰长。在电影中，柯克与可汗从未面对面地对抗过；他们的所有交互都是通过大屏幕或通讯器进行的，而他们的场景亦是制片方在四个月间分开拍摄的。[4]迈耶后来谈到，夏特纳很会保护他自己及其表演的角色，他在多个场景的表演都非常优秀。[5]
- 里卡多·蒙塔尔万饰可汗·努尼恩·辛格：可汗是一名在1990年代从地球被放逐的超人，此前他曾利用其力量与智慧统治了地球的大部分地区。蒙塔尔万认为，每一个反派角色做坏事时，总有其自以为“正当”的理由；在这部电影中，可汗将自己因妻子亡故而产生的愤怒作为向柯克寻仇的合理理由。[6]与事先预测的不同，电影中蒙塔尔万的肌肉上没有附着什么人造设备，取而代之的只是胸前的一道长长的疤痕。[5]蒙塔尔万享受这部电影的拍摄过程，并认为可汗是自己表演事业中不可磨灭的一个角色。他主要抱憾于未能与夏特纳共同表演对手戏。“我的故事线只能與女场记一起演，如你所想，若你所听，这名字与比尔［·夏特纳］没有任何关系”，他如此表达道。[7]贝内特还提到，就在电影前期准备一路绿灯即将完成时，才有制片人想到还没有谁去询问蒙塔尔万能否从电视剧《神秘岛（英语：Fantasy Island）》的拍摄里抽身出来，以参与电影的拍摄。[6]
- 伦纳德·尼莫伊饰斯波克：斯波克是进取号的舰长，在星际舰队命令星舰前往雷古拉I星后，他将指挥权转交给了柯克。尼莫伊起初并不打算参与《无限太空》续集的拍摄，但出于令其饰演角色戏剧化死亡的许诺而答应出演。[8]尼莫伊觉得，在最后一部《星际旅行》电影中让斯波克“光荣地离去”[註 1] 是结束这一角色的好方式。[6]
- 德福雷斯特·凯利（英语：DeForest Kelley）饰伦纳德·麦科伊：麦科伊是进取号上的船医，亦是柯克与斯波克的亲密友人。凯利对早期的剧本并不满意，因为他觉得他并没有怎么参与到剧中的情节。[8]凯利认为，他的角色常在电影中轻松的部分发言，因而觉得他这个角色是用来为银幕带入轻松元素的。[6]
- 詹姆斯·杜汉饰蒙哥马利·斯科特：斯科特是进取号的轮机长。凯利觉得，在斯波克死去的场景中让麦科伊说出口头禅“他死了，吉姆”会破坏这一刻的严肃性，于是便由杜汉代替他向柯克报告说“他已经死了”。[9]在可汗对进取号的袭击中，斯科特失去了自己的小侄子——一名由艾克·艾森曼（英语：Ike Eisenmann）饰演的学员。艾森曼出演的大部分场景都在影片最初上映时被剪掉了，其中还包括他自我介绍是斯科特亲戚的场景。1985年，在ABC播映《可汗怒吼》时，这些场景被重新介绍给了观众。在后来出版的导演剪辑版中，斯科特为船员之死悲痛的情景也被修剪得更为合理。[10]
- 乔治·竹井饰苏鲁光：苏鲁是进取号的舵手。竹井起初并不愿在《可汗怒吼》再度出演他的角色，但夏特纳说服了他。[10]
- 沃尔特·凯尼格（英语：Walter Koenig）饰帕维尔·切科夫：切科夫是信望号的大副，亦是进取号的前船员。在影片的拍制过程里，凯利曾提出，在《太空种子（英语：Space Seed）》一集中，切科夫并未见到可汗（因凯尼格当时并未加入演出），因而在α-V星的可汗认识切科夫并不合情理。后来的《星际旅行》丛书试图合理化这一矛盾：在由冯达·N·麦金太尔（英语：Vonda N. McIntyre）根据电影撰写的小说中，切科夫当时是一位“值夜班的少尉”，因此在《太空种子》的剧情之外见过可汗。[11]非正史的小说《统治地狱：可汗·努尼恩·辛格的放逐（英语：To Reign in Hell: The Exile of Khan Noonien Singh）》则写到，在电视剧中发生的事件结束后，是切科夫护送可汗抵达的α-V星。而实际上，这一矛盾是由电影制作者的疏漏造成的。迈耶后来还用柯南·道尔在福尔摩斯系列中相似的疏漏作比较，来为其错误辩护。[5]由于切科夫在被植入鳗虫时发出了巨大的惨叫声，凯尼格将这部电影戏称为《星际旅行II：切科夫再度尖叫》（Star Trek II: Chekov Screams Again），因为切科夫在《无限太空》中也曾发出过类似的尖叫。[10]
- 尼切尔·尼科尔斯饰乌乎拉：乌乎拉是进取号的通讯官。尼科尔斯与罗登伯里对这部电影中的一些元素抱持反对态度，譬如海军元素的提及与军服的使用等。在制片人认为罗登伯里是剧本的外泄之源时，尼科尔斯还为之辩护。[12]
- 比比·贝施（英语：Bibi Besch）饰卡罗尔·马库斯（英语：Carol Marcus (Star Trek)）：卡罗尔是创世计划的首席科学家，也是柯克儿子的母亲。迈耶当时在选择这个角色的演员时关注了这几点：既要漂亮有女人味，让柯克爱上她；又要表现出足以领导科研项目的智慧。[5]
- 梅里特·巴特里克（英语：Merritt Butrick）饰戴维·马库斯（英语：David Marcus (Star Trek)）：戴维是创世计划的一名科学家，亦是柯克的儿子。迈耶喜欢巴特里克的头发，认为它金似贝施，卷似夏特纳，从而让他看起来像是两人的儿子。[5]
- 保罗·温菲尔德饰克拉克·特雷尔（英语：Clark Terrell）：特雷尔是信望号的舰长。迈耶看中温菲尔德在《儿子离家时（英语：Sounder (film)）》等电影中取得的成就，对他评价很高；因此，迈耶让他饰演了信望号的舰长。迈耶后来觉得，往耳朵里塞鳗虫的场景太过粗糙，但温菲尔德的表演令其有了重心。[5]
- 柯斯迪·艾黎（英语：Kirstie Alley）饰莎维可（英语：Saavik）：莎维可是一位在进取号上接受训练的星际舰队军官，斯波克是她的保护人。这部电影是艾黎首次出演电影角色的电影。在斯波克的葬礼上，莎维可哭了出来。迈耶后来提到，在电影的拍制过程中，曾有人问他说：“‘你真要让她这么做？’我说：‘对’，然后他们说：‘但瓦肯人从来不会哭的，’我回答道：‘不过，这会让她成为一个有趣的瓦肯人。’”[5][註 2]这一角色的感情爆发，还可通过剧本中莎维可是瓦肯－罗慕伦混血儿的描述来作出合理解释，但在电影中这并未被明确指出。[10]艾黎很喜欢自己的瓦肯尖耳朵，因为她可以在每天结束工作后将它们戴回家。[5]

## 制片

### 开发

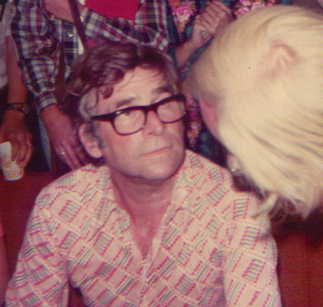
考虑到吉恩·罗登伯里是前作《无限太空》遭受冷淡反响的主要原因，派拉蒙不让他回歸執導《可汗怒吼》。

在《无限太空》公映后，执行制片吉恩·罗登伯里写下了他自己的续集：克林贡人通过永恒守护者信道回到了过去，阻止了刺杀肯尼迪的行动；于是，进取号的船员们也随之回到过去，去修复被修改的时间线。派拉蒙的高层拒绝了这个版本，他们认为第一部电影的表演乏善可陈，而拍摄进度的缓慢与罗登伯里对剧本的不断修改也导致了电影预算费用高昂（4,600万美元）。因此，罗登伯里被抽离了第二部电影的制作层，用夏特纳的话来说，是被“明升暗降” 到了执行顾问的礼节性职位。派拉蒙的一位电视剧制片新人哈维·贝内特被任命为新部《星际旅行》电影的监制。据贝内特所言，他曾被叫到杰弗里·卡岑贝格与邁克·艾斯納等人的面前，并被问到他是否觉得自己能拍出一部比《无限太空》更优秀的电影（贝内特此前曾公开表示说，他觉得《无限太空》“无聊透顶”）。当贝内特作出了肯定的回答后，查尔斯·布卢多恩又问道：“最多只能给你该死的4,500万美元，你能做出来吗？”贝内特回答道：“在我那里，这些钱够我拍5部这样的电影了。”
贝内特意识到要制作新的《星际旅行》电影他会面临很多挑战，譬如他此前从未看过《星际旅行》的电视剧。于是，贝内特仔细地观看了《初代》里的每一集。对电视剧进行了深入的了解后，贝内特发现第一部电影里并没有一个真正的反面角色；在看完太空种子一集后，他决定让可汗成为新电影中的大反派。在剧本确定前，贝内特召集了他的制片团队。他让他的大学校友、商业电视导演罗伯特·萨林负责电影的制片。他给萨林安排的任务便是多快好省地制作出《星际旅行II》来。贝内特还聘请迈克尔·迈纳（Michael Minor）担任艺术导演，来为他的电影进行艺术指导。
贝内特在1980年11月写下了他的首部电影方案，题名为《星际旅行II：世代战争》（Star Trek II: The War of the Generations）：寇克前往一处边远星球调查一场叛乱，却发现自己的儿子正是叛军首领。而实际上，可汗才是背后策划阴谋之人，于是寇克与他的儿子联手对抗这位暴君。后来，贝内特聘请的资深星际旅行爱好者杰克·B·索沃兹将他的纲要改写为一部可供拍摄的剧本。索沃兹在1981年编剧大罢工前完成了剧本初稿的撰写。索沃兹的草案名为《Ω综合征》（The Omega Syndrome），其中包括了联邦终极武器“Ω系统”遭盗窃的情节。索沃兹草案中的武器被认为太过负面，因此贝内特希望换成一种具有进步意义的东西，“它在23世纪的开创性应不亚于我们这个时代的基因重组技术”，迈纳回忆道。于是，迈纳建议贝内特将装置换成一种“行星地球化”工具。在第二天的会议中，贝内特拥抱了迈纳，并宣布他拯救了《星际旅行》。为了让武器带上圣经化的力量，索沃兹将“Ω系统”改名为“创世装置”。
由于剧本外泄后，许多爱好者不满于史巴克的死亡，索沃兹于是在1981年4月的新草案中推迟了该事件的发生。在起初的设定中，史巴克死于剧本的第一幕中，贝内特将他的骤亡比作是《惊魂记》中珍妮特·利所饰角色的早死。在这份草案中，柯克与可汗的当面对质情节长达十二页。索沃兹的该版草案中还引入了一个名叫“萨维可”（Savik）的男性角色。在影片试制开始后，前人未至之境的编剧塞缪尔·A·皮普尔斯曾受邀编写剧本，皮普尔斯在他的草案中将可汗换成了两名新的反面角色：索金（Sojin）和莫里（Moray）；这两名陌生的强大个体几乎失手摧毁了地球。然而，这一剧本因被认为不适合而未被接纳。在当时，特效制作（特效制作需要基于完整剧本的详细分镜图）开始的最后期限已越来越临近，但制片方依旧没有敲定最终剧本。

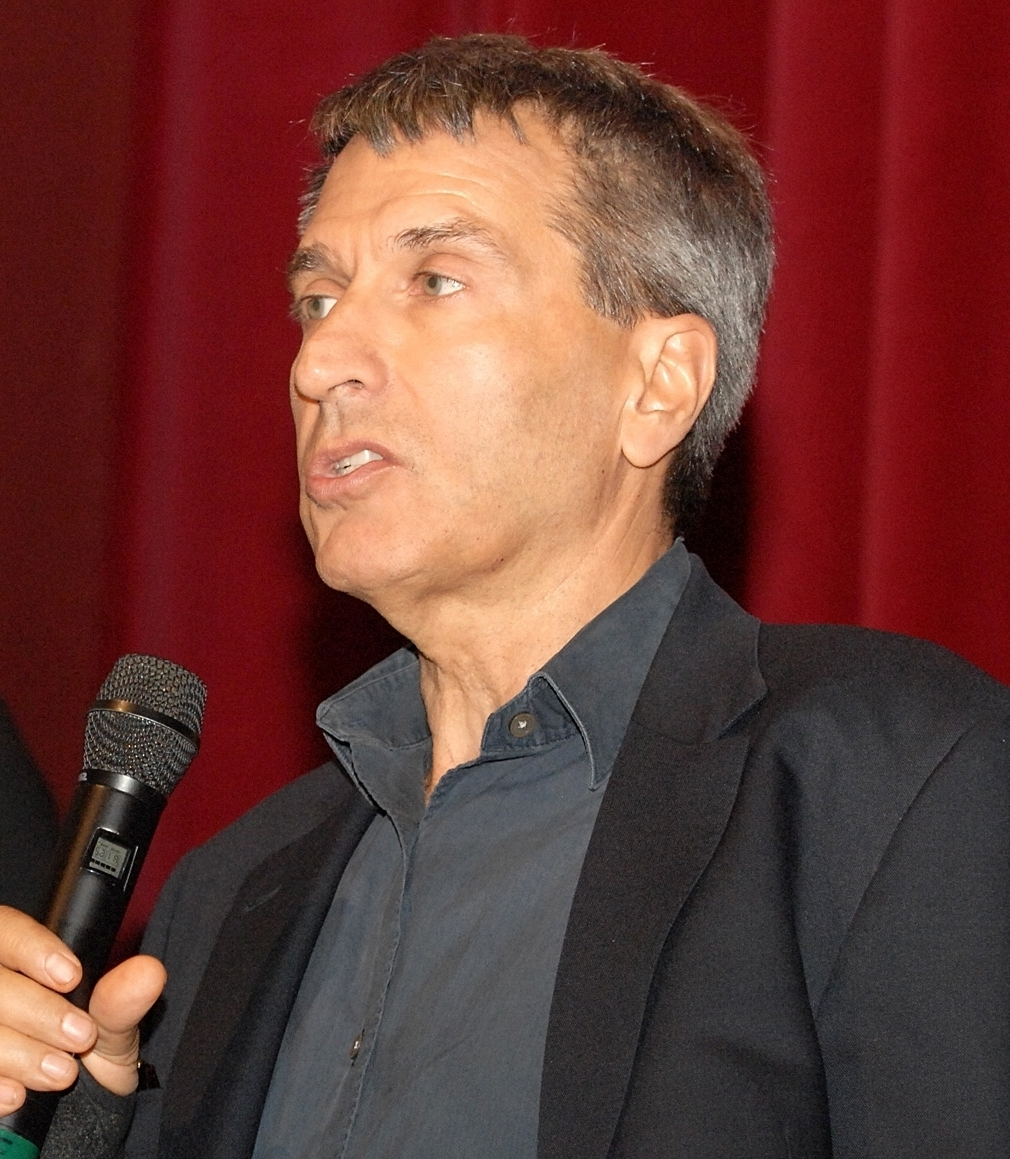
尼古拉斯·迈耶导演

派拉蒙的执行高层卡伦·穆尔（Karen Moore）向贝内特推荐了尼古拉斯·迈耶，他曾担任《百分之七的解决》的编剧，还导演了电影《追踪100年》，穆尔认为他可以协助解决剧本问题。和哈维一样，迈耶在加入制片队伍前也未曾看过《星际旅行》。他打算首先将初期草案中受剧作组肯定的部分一一列出：“可以是角色，可以是场景，可以主要剧情，可以是次要剧情……，还可以是一行对话”；然后将列表作为新剧本的基础，以将初期草案中的各方面优秀元素集于一体。为了消除爱好者对史巴克死亡的预测，迈耶在第一幕小林丸号模拟训练中假造了该角色的“死亡”。由于特效公司要求完整剧本必须在12日内提交，迈耶在无署名无酬劳的情况下按时写成了剧本，令演员与制片人们大为惊讶。迈耶将他的剧本比作是“太空中的‘霍恩布洛尔’”，因为他在剧本增加了不少海军与侠盗风格。（霍恩布洛尔曾是罗登伯里与夏特纳当年制作《星际旅行》的灵感来源，但迈耶当时并不知情）迈耶对电影的远见给萨林留下了深刻的印象：“他考虑到了各个方面的因素，令我们的工作豁然开朗。”吉恩·罗登伯里并不同意剧本中关于海军的文字以及亚哈船长式的可汗，但剧作组几乎完全无视了他的意见。

### 设计
为了在预算范围内表现出他所预想的海军风格，迈耶在《星际旅行》中增加并改变了一些元素。譬如，他在进取号上加入了船钟、水手长哨以及更闪亮的灯光与标志等细节元素。为了在布景设计上节约经费，美工设计约瑟夫·詹宁斯（Joseph Jennings）利用了《无限太空》拍摄完成后留下的许多道具。64%的影片都是在同一布景下拍摄的，信望号的舰桥与影片开头的“舰桥模拟器”其实都只是略作改造后的进取号舰桥。《原初系列》中的克林贡军舰舰桥被改造成了传送室与鱼雷舱。由于重复使用了第一部电影留下的模型和胶片（包括进取号停靠在太空港的胶片），《可汗怒吼》节约下了大量经费。原有的星舰模型也被尽可能地利用了起来，还被施以改造来表现新构造。在《无限太空》中出现的轨道办公联合体也在被反转并略施改造后作为雷古拉I星的太空站。被取消的《星际旅行：第二期》中的许多元素，包括舱壁、栏杆以及布景都被拍摄方拆过来使用了。设计人关心的主要问题之一，是让信望号能够轻易地与进取号区分开来。贝内特意外地同意了把上下颠倒后的信望号初步设计作为该船的最终设计方案。
设计人罗伯特·弗莱彻（Robert Fletcher）被聘请为角色们重新设计服装，他提出了一套全新的方案。弗莱彻采用“杂色”（corrupt colors）来设计服装，使用与纯色略有差别的布料。“它们并不是今天你常见到的颜色，因此它们意味着一个不同的时代。”迈耶并不喜欢电视剧和《无限太空》中的星际舰队制服，希望能作出一些改变，但出于预算原因也不能完全废弃以前的设计。对织品进行的染色测试表明，旧制服中共有三种颜色表现良好：蓝灰色、金色与深红色。由于深红色能同背景产生强烈的对比，弗莱彻决定采用深红色。这套海军风格的设计一直沿用到了1996年的《星际旅行VIII：第一类接触》。在初版设计中，制服的黑色衣领显得十分呆板，在萨林的建议下它被改成了高翻领，并使用提花垫纬凸纹布来作为衍缝物。在轮廓区填充软性棉纱的做法令衣物产生了浮雕式的效果，而软性棉纱是利用气压通过空心针压进去的。在《可汗怒吼》摄制的时候，制作提花垫纬凸纹布的机器及其配套的专用缝纫针还十分罕见，弗莱彻只为服装部门找到了一根针。由于担心针会遗失或损坏，服装部门的一名工人将它带回家以妥善保管，但却让弗莱彻误以为针被盗窃了。
对于可汗与他的同伙们，弗莱彻为他们打造了一套与星际舰队统一制服截然不同的服装；他考虑到，放逐者们会尽量利用他们能找到的材料制作衣服。Fletcher提到：“我觉得可汗一行被放逐在一颗星球上，没有任何基础设备，他们必须从飞船上取得用品和衣物。因此，我试图让他们身着拼接的家具布料，佩戴着飞船上的电子设备。值得一提的是，为了展现蒙塔尔万的肌肉，弗莱彻将可汗的服装设计成了敞怀式。弗莱彻还负责设计了雷古拉I星科学家们的工作服，并为柯克与麦科伊设计了实用且舒适的平民服。
迈耶还在进取号的舰桥上挂上了一块“禁止吸烟”（No Smoking）的标牌，他对此回忆道：“每个人都对此大发脾气［……］我解释说‘他们为什么要在未来不再吸烟？他们已经抽了四百年了，你们难道觉得他们在后面两百年里戒得掉？’”这一标牌出现在电影的第一个镜头里，但其余的镜头均在电影的最终剪辑中被剪掉。

### 拍攝
電影的主要拍攝日期由1981年11月9日開始至1982年1月29日結束。《星戰大怒吼》比其前作擁有更多動作場面，但製作費用則較少。拍攝過程由派拉蒙電視部監督，而不是剧场部。貝內特，这位备受尊敬的电视制作人只用了1,100万美元的预算便制成了《可汗怒吼》，远低于《无限太空》的4,600萬美元。电影的预算起初是低于850万美元的，因为前两周的胶片给片方留下了深刻印象才得以增加。梅耶儘量透過鏡頭和一些取巧的方法減少製造大型而昂貴的佈景道具。例如在拍攝一場發生於星際艦隊學院的戲時，拍攝人員使用了強行透視法，透過將佈景拉近摄影機，令它看起來較大一點。為呈現企業號升降機於各層甲板移動的錯覺，當升降機門關上時，走廊的部件轉動，令人覺得升降機好像真的在移動一樣。背景設備（如電腦終端）大都是租來的，而不是買回來的。部分設計道具，如重新設計的相位槍及通訊器都給派拉蒙的行政人員否決，他們認為只需用回《星艦迷航記》的道具就可以了。
企業號的道具於拍攝太空的場景前重新作了整修——調暗光亮的艦身，并令艦身更為細緻。與新建的信望号相比，特效人員及攝影師并不喜欢企業號，因為其模型的组装需要8個人才能完成，而且移動時必须使用叉車。相比之下，信望号比企業號較輕，而且內部電線亦沒有那麼複雜。兩艘星艦都是在藍幕前以不记录颜色的特制膠卷拍攝的，這樣可使工作人員在拍攝後加進特別效果，或将其加入其他胶片中。假如船体上有任何部分是藍色的話，在银幕上显示的飞船就会有破洞；因此船身結構之間的縫隙必須逐帧修補妥當。拍攝企業號以及其他星艦的攝影機，正是《星球大戰》所用的戴克斯特拉摄影机。
鯨魚座α-V星的荒蕪沙漠是在派拉蒙最大的八號场中拍攝的。該处的佈景距地面25英尺，並鋪上了木墊，再在其上傾倒數噸带色的沙粉。画好的环形全景图圍繞著整个佈景，並以多台大型工業風扇来製造沙暴。這樣的拍攝令演員和攝製隊都苦不堪言。凱尼格和溫菲爾德所穿的氨纶環境保護服是密不透風的，兩位演員在感到氣悶時必須通过麥克風示意。拍攝設備均需以塑膠包着，以防機械故障；在場所有人亦要穿上長靴、防護面具、工作服，以作保護。
冼樸之死的镜头拍摄了三天，其間謝絕外界參觀。本來冼樸的死是不可改變的，但电影的拍摄让尼摩伊改变了原先的打算，便問及冼樸能否於之後的電影中回歸。然而，当时心灵融合的情景已摄制完成，而在该版本中，凯利并非首个知晓事情发展的人。在拍摄斯波克死去的场景时，薛特納并不同意用透明玻璃将冼樸與科克隔开，他希望二者间隔着一塊半透明隔板，令人們只能看到冼樸的輪廓，但他的提議被否決了。冼樸葬禮進行的時候，梅耶希望镜头能追踪着作为冼樸棺材的魚雷进行拍攝，以表现出鱼雷通过长长的轨道滑入发射器的情景。但拍攝人員認為，如果這樣的話，整個佈景都要重新搭建，於是薩林建議於管槽中使用移動式攝影車，並以臂架控制攝影機。史考特以風笛吹奏《奇異恩典》的主意是詹姆士·督漢提出来的。
試映時，觀眾對冼樸的死非常不滿（該幕的調子灰暗，而且給人無可挽回的感覺），於是，貝內特将結尾修改得更令人振奮。结尾里新加入了冼樸棺材软着陆于新行星的镜头，并加入了尼摩伊的片尾獨白；梅耶反對這個做法，但最終他也未能阻止。由於時間有限，冼樸棺材一幕的拍摄场景被選在三藩市金門公園的一個長滿雜草的角落，并在拍攝時使用了噴煙機来製造效果。拍攝的工作从中午一直进行至夜晚，直到工作人員意識到已沒有時間再拍一次了。
在拍摄过程中，制片方还特别考虑到了后期的特效合成。替代计算机显示器的电视屏幕都作过了特別的校準，令其刷新频率不会导致电影中出现横状条纹。由於使用光学晒相机重印膠卷会失去部分解像度与画质，为对此作出彌補，實景拍攝的連續画面採用的是65毫米或VistaVision格式的膠卷。再通过变形透镜将较大的胶片缩印到较小的胶片上，最后得到了Panavision格式的电影画面。

### 特效
由于只剩下很短的时间来完成特效脚本，特效总监吉姆·韦耶（Jim Veilleux）与迈耶、詹宁斯、萨林和迈纳协力工作，将剧本上抽象的文字转化成了分镜图上的图像。同时，为了避免走上《无限太空》的老路，《可汗怒吼》的特效脚本对特效镜头进行了严格的限制，严防其失去控制而导致预算超支。电影中所需的各项特效、光效及其持续时间都被详细地列在了一个列表中。到第六周周末，制片人们已确定了绝大部分特效的基本外观与构造；5周后，制作好的特效镜头已被并入电影胶片中。工业光魔（ILM）负责了大部分特效的制作，还制作了一些新的模型；信望号是整个系列中出现的首艘非宪法级联邦星舰。由于剧本需要让信望号与进取号都遭受到严重损坏，工业光魔为此发展出了一系列在模型上绘制损坏而不造成物理损坏的技术。在将模型送到蓝幕前正式拍摄前，固定在云台上的宽幕摄影机已根据虚拟的物体运动设定好了拍摄轨迹。进取号所遭受的损坏是通过对模型补妆实现的，方法是在模型表面贴上多块带有色彩或剥落的铝片。相位炮对星舰造成的损害是通过停格技术实现的。此外，剧本还要求对信望号造成彻底的损毁，因此工业光魔还制作了一个较大的模型来拍摄其爆炸的镜头。

在穆塔拉星云中，进取号正在离开遭到严重损坏的信望号。画面中信望号引擎舱散发出的火花是逐帧加绘的。

由于没有计算机模型的协助，穆塔拉星云的战斗是特效制作的一大难点。漩涡状的星云实际上是往装满盐水的云箱（cloud tank）中灌入乳胶与氨水混合物制出的。为了表现出星云的快速运动，胶片是以每秒2帧的速度拍摄的。星云内不断变幻的色彩，其实是通过彩色滤光片打进云箱里的各种色光。工业光魔的动画部门负责制作了极光等部分光效。星舰的画面是在纯色背景下拍摄的，并通过抠像技术合成到影像中。信望号被损坏的引擎舱的影像，是在模型分离与爆炸的镜头上加绘而成的。
特雷尔用相位枪杀死并蒸发掉一位科学家的场景，是用两次分别拍摄的影像合成来的。首先，温菲尔德与其他有关演员在这一场景中进行了表演；这段胶片将被作为后期合成的背景部分。然后，再用一块蓝幕遮住背景，演员约翰·瓦尔加斯（John Vargas）开始表演他被相位枪击中后的反应。在后期合成中，背景影像中被加入了一根相位枪光束，随着瓦尔加斯被击中，他的身体迅速瓦解并消失在空气中。影像的每一帧都很好地契合了瓦尔加斯的位置。
刚完成《星球大战VI：绝地归来》中生物设计的特效总监肯·罗尔斯顿，指导拍摄了鳗虫的镜头。他使用了多个模型模拟鳗虫的效果。他用了一根细线来控制鳗虫在进入演员耳道前的缓慢移动。成熟鳗虫从切科夫耳朵里钻出的场景，是用连接地面与凯尼格耳朵里物体的细线实现的。该场景共拍摄了三个不同的镜头，罗尔斯顿将之表达为：“一个是干的，一个是有一些血的，还有一个有着大量淤血的恐怖镜头。”由于在试映中，用凯尼格耳朵模型拍摄引起了一定的恶心反应，这段胶片最后并未出现在剧院发行版中。
由彼得·库兰（Peter Kuran）领导的小型特效公司“视概工程”（Visual Concept Engineering，VCE）负责了影片的部分光效制作。库兰先前曾为工业光魔工作，在完成了《星球大战V：帝国反击战》后离开了它。VCE提供的特效包括相位光束、进取号反应堆的光线、鲸鱼座α-V星的沙尘特效以及更先进的传送器特效。迈耶与其他制作人们坚决不同意在传送器的画面上使用电视剧所使用的停帧技术。要求在传送过程中，角色仍能相互交谈。然而，VCE为此抠像制作的大部分影像都被去掉了，因为制作人后来决定不在传送过程中表现太多动作。
《可汗怒吼》是第一批采用电子图像与计算机绘图来加快制片进度的电影之一。计算机图形公司“埃文与萨瑟兰”（Evan and Sutherland）制作了进取号荧屏上显示的矢量图以及用于影片开头字幕的群星背景。工业光魔在这部电影中达成了一大技术成就：他们制作的创世装置改造贫瘠行星的影像，是电影史上第一段完全利用计算机生成图形技术制作的影像。对该镜头的最初设想，只是将放在密封舱里的石头变成花朵的实验性动画。但韦耶建议将这段影像拓展为在一颗行星上发生的创世效果。派拉蒙赞同这一更引人注目的表现方式，并希望它的表现方式能不同于传统的动画。在阅读了卢卡斯电影公司计算机绘图部门提交的一份研究报告后，韦耶将这一任务交给了他们。绘图团队在动画的细节部分下了不少功夫；有一位艺术家还特意确保了太空中星体的真实性——影像中的太空背景几乎完全与距地数光年的一颗恒星处看到的背景相契合。动画师们希望这段动画能为他们的工作室赢得商业机遇。

### 音乐
杰里·戈德史密斯曾为第一部电影《无限太空》谱曲，但贝内特和迈耶希望在《可汗怒吼》中使用另一种风格的音乐。派拉蒙负责音乐的副总裁乔尔·西尔（Joel Sill）于是向贝内特、迈耶和萨林介绍了詹姆斯·霍纳，认为霍纳能胜任这一工作。霍纳说道：“［制片人们］并不想沿用以前的配乐，不想使用约翰·威廉姆斯式的配乐，总体而说，他们希望配乐有一定改变，变得更加现代。当被问到他是怎样得到这个工作时，霍纳回答说：“制片人们喜爱我为《天狼劫》中的配乐，并也听过我为其他一些项目所谱写的音乐，我觉得，就我所知而言，他们对我的广适性非常有兴趣。我希望得到这个工作，于是我和他们见了面，我们都很谈得来，我的音乐给他们留下了深刻的印象，事情就是这么发生的。”霍纳满足了制片人们的要求，同意在1982年1月中旬开始他的工作。
为了同电影的海军风格一致，迈耶希望音乐能够表现出水手与侠盗的气氛。《华盛顿邮报》称这一风格“回荡着约翰·威廉姆斯的《星球大战》和杰里·戈德史密斯的《星际旅行》原初配乐中的夸张与哀叹。”与贯穿全片的主题曲相比，可汗的主旋律有着强烈的冲击音感，这样在其他音乐的伴奏下，更能表现出角色的狂暴。霍纳还为斯波克谱写了主旋律，以突出这个角色的死亡：“斯波克的主题曲让他不再是一个供人把玩的收藏品，而成为了一个真正有血有肉有灵性的个体。”
《可汗怒吼》是霍纳第一次担当首席配乐师的电影，他总共花了4个半星期来为这部电影谱曲。他为电影谱写了长达72分钟的94段管弦乐曲。霍纳还使用了电子合成器来为音乐增加效果：在当时，包括《E.T.外星人》与《突变怪物》等不少的科幻电影都偏好于使用传统管弦乐，对合成音乐则是敬而远之。在为电影配乐时，迈耶为霍纳提供了很多建议：作为一位古典音乐迷，迈耶能够准确地描述了他想在电影中表现出的效果和声音。由于电影特效片段的胶片时长有所改变，霍纳还必须对配乐中的一些小节进行修改，以适应电影场景时长的改变。

## 主题
死亡、重生与变老是《可汗怒吼》中反复出现的几大主题。在写作剧本的时候，迈耶偶然发现了斯波克的年龄与其死亡的联系：“这将是一齣让斯波克死去的故事，因此这将是一齣关于死亡的故事，再经过思维上的短暂的跳跃，你会意识到这还是一齣关于年老和友情的故事，” 迈耶说到，“我不觉得任何［其他的初稿］剧本在讲述年老、友情与死亡。”斯波克的牺牲象征着死亡，而创世装置则象征着重生，为了与这两大象征意义保持一致，迈耶希望将这部电影命名为《神秘国度》（The Undiscovered Country），取意自莎士比亚在《哈姆雷特》中对哈姆雷特王子之死的描述，然而，到了影片剪辑的时候，这一标题在他不知情的情况下被修改了。

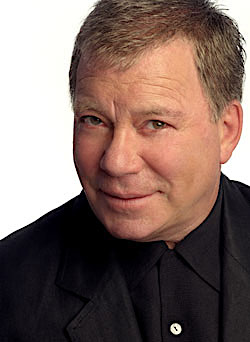
在出演《可汗怒吼》时已年届半百的威廉·夏特纳，依然觉得饰演年老的柯克是件很具挑战性的工作。

《可汗怒吼》延续了众多电影的传统，亦即冒险家必须经历象征性或字面意义上的死亡，以实现其重生。斯波克是柯克的影子，他们所代表的是人类对立的两面，共同象征着一位分化的英雄。斯波克代表的是完全逻辑化、一贯正确的绝对理想个体；而柯克则代表着富于感情的真实人类，易于犯错，常将自己陷于无可奈何的境地。斯波克在电影片尾的牺牲，令柯克得以实现传统生死轮回概念中的精神重生。在电影前半部分，柯克曾认为自己老了，觉得自己越来越力不从心；但在最后一个场景里，柯克反却觉得自己“变得年轻了”。小林丸号测试迫使它的参与者去面临没有胜算的情景，但柯克却承认他通过修改程序作弊取得了胜利；因此，莎维可曾说：柯克你从未面对过死亡。对斯波克而言，他对这场必败情景所提出的解决办法是牺牲自我。这让柯克在不断通过作弊取胜后不得不直面死亡，令这一角色得到了成长。恰到好处的影像与音效把死亡和变老的主题表达得淋漓尽致，同时也预示着重生；斯波克是整部电影中出现的第一位主角，他的声音回响在影片的末尾，在片末稍早一点的位置，他的棺材也循着同样的轨迹飞往创世之星。
为了进一步表现出角色们的渐渐老去，迈耶在电影中添加了不少细节。在麦科伊送给柯克一套老花镜当生日礼物后，柯克对自己生日的不悦被进一步地加强。在剧本中，柯克时年49岁，但夏特纳却对自己能否演好这一年龄的柯克不抱信心。贝内特记得夏特纳当时为饰演与自己一样年届半百的柯克犹豫不决，但却觉得自己在经过化妆后仍能胜任年轻的柯克。贝内特说服了夏特纳，使他相信自己能像斯宾塞·屈赛那样得体地表演出这一年龄；当时，制片人并不知道夏特纳曾在《纽伦堡大审判》（1961年）中与屈赛合作过，并且非常喜欢这名演员。迈耶希望将柯克表现为一位类似福尔摩斯的角色，他们在缺少相应刺激的情况下都会日益消瘦；对福尔摩斯，他的刺激是探案；对柯克来说，他的刺激则是星舰探险。
可汗对柯克的追索，是电影复仇主题的中心；《可汗怒吼》明显地借用了赫尔曼·梅尔维尔《白鲸记》里的众多元素来向观众营造类似的气氛。为了将这种近似表现得更为明显，迈耶还特意地在可汗的住处放上一本《白鲸记》。这位暴君的言行举止与亚哈堪称一致，可汗向柯克吼出的最后一段话，与小说末尾亚哈的激烈言辞几乎一字不差：“我要和你较量到底；我从地狱深处向你一刀刺来；为了发泄对你的仇恨，我把最后一口气吐向你。”柯克既代表着永不得安宁的以实玛利，亦在名义上象征着梅尔维尔小说中的白鲸；可汗对柯克的盲目追索，正是亚哈船长着魔于猎杀莫比-迪克的象征。可汗与亚哈都曾不顾手下劝阻，一意追杀他们的仇家，最后都为了与对手同归于尽而害死自己。北科罗拉多大学教授简·沃尔·海因兹（Jane Wall Hinds）认为，《可汗怒吼》的这一主题是同《初代》及《下一代》中的乐观主义和超验主义不相调和的。此外，《白鲸记》的复仇主题后来还对《星际旅行VIII：第一类接触》产生了深刻的影响。

## 发行

### 迴响
1982年6月4日，《可汗怒吼》在全美1,621个院线公映。首映周末票房收入达14,347,221美元，创下了当时的首映周末票房收入的纪录。在美国，它的票房收入一路飙升至78,912,963美元，成为了1982年票房收入第六高的影片。它在全世界的票房收入高达9700万美元。尽管《可汗怒吼》的总毛利要低于《无限太空》，但却因为其低制作成本而让派拉蒙获得了更大的利润。由冯达·N·麦金太尔根据电影撰写的小说，在《纽约时报》畅销书榜上停留了三周还多的时间。与前作不同的是，《可汗怒吼》在当时并没有推出玩具产品；1990年代，彩星集团推出了可汗与莎维可的玩偶；直到2007年，为纪念这部电影上映25周年，Art Asylum才推出了全系列的动作玩偶。漫威漫画在1982年并未出版过改编的漫画作品，但IDW出版社已在2009年4月推出改编的漫画作品。
对《可汗怒吼》的评论趋于正面。烂番茄影评网站曾对此进行抽样调查：基于对38份样本的统计，其中共有92%的评论对电影持有正面态度。继对第一部电影的冷淡回应后，爱好者们对《可汗怒吼》的迴响非常正面。这部电影的成功被赞誉为重新吸引了公众对《星际旅行》的兴趣。《娱乐周刊》的马克·贝尔纳丁（Mark Bernardin）对其评价更高，称《可汗怒吼》“这部电影被公认为拯救了我们所知的《星际旅行》”；此外，《可汗怒吼》还被一些影评家们认为是这一系列中最好的电影之一。
《可汗怒吼》的节奏明显快于前部电影，并与最初的电视剧系列非常接近，《纽约时报》和《华盛顿邮报》的影评员们都对这一点加以赞誉。《纽约时报》的贾内特·马斯林认为，《可汗怒吼》要比它的前作有着更出色的故事情节，并做到了其前作没有做到的事：令结局意味着一切。《剧艺报》认为，《可汗怒吼》比其前作更接近于早期《星际旅行》的精神。角色间的强烈互动亦被认为是这部电影的一大特色，蒙塔尔万饰演的可汗亦是影评人们关注的焦点之一。
《芝加哥太阳时报》的罗杰·埃伯特与《暂停》周刊的德里克·亚当斯（Derek Adams）抱怨电影的战斗场面看起来并不是那么激烈，且感觉它像是一场通俗闹剧。埃伯特与《电视指南》都觉得制片方将斯波克之死处理得体且富有戏剧性，但《华盛顿邮报》的加里·阿诺德（Gary Arnold）却不这么认为，他觉得斯波克之死“是［对故事情节］无必要的扭曲，制片方显然已准备好靠胡编乱造来满足公众对修改结局的要求。”表演上的不足也是负面评论批评的焦点之一，《帝国》杂志用“难看的头饰”（dodgy coiffures）与“圣诞老人装”（Santa Claus tunics）来讽刺电影中的某些元素，认为这部电影还不到火候。
1982年，《可汗怒吼》赢取了两项当年度的土星奖，分别是最佳男演员奖（夏特纳）与最佳导演奖（迈耶）。1983年，这部电影被提名为雨果奖“最佳戏剧表演奖”，但却输给了《银翼杀手》。《可汗怒吼》还对后来的一些电影产生过影响：迈耶先前被拒绝的电影标题“The Undiscovered Country”后来被使用在了《星际旅行VI：未来之城》，该部电影亦沿用了前作的海军风格。导演布里安·辛格还曾提到说，《可汗怒吼》对他导演的《X战警2》以及他为《超人归来》撰写的结局（后来被放弃）都产生了影响。此外，杰弗里·艾布拉姆斯、戴蒙·林德勒夫、罗伯托·奥奇和亚历克斯·库兹曼也都十分喜爱这部电影，他们正是派拉蒙重启星旅事业后的新一代《星际旅行》制作人。
美国电影学会殊榮：
- AFI百年百大驚悚電影（2001年）——提名[88]
- AFI百年百大英雄與反派（2003年）：
  - 可汗·努尼恩·辛格——反派提名[89]
- AFI十大類型十大佳片（2008年）——科幻片提名[90]

2018年，《大眾機械雜誌》將片中史巴克死亡的橋段，列為科幻片史上第十佳的場景。

### 家庭影院
1983年，派拉蒙发行了《可汗怒吼》的VHS影带。同当时发行的其他影带不同，派拉蒙将《可汗怒吼》的影带定价为39.95美元，要比当时的平均价格低40多美元。这次发行被认为加剧了VHS市场的价格竞争，并推动了平价录影机的普及。
2000年，派拉蒙发行了《可汗怒吼》的DVD版本，但这一版的碟片中并未包含任何特色内容。蒙塔尔万在加里福尼亚州的环球城举行了签名售碟活动，吸引了数百名爱好者前往。2002年8月，派拉蒙在众望所归下重新发行了由两张DVD组成的《可汗怒吼》导演版。“导演版”对画面进行了数码重制，并加入了5.1杜比环绕声声道；而第二张DVD则包括了导演评论、演员采访、分镜画面及预告片等众多花絮内容。在该版DVD发行前，重新剪辑后的电影亦先在好莱坞举行了首映。迈耶提到，他并不觉得导演剪辑版要比原来的版本好多少，但觉得重发行至少给了他一个机会，让他可以把影院版中被删掉的一些元素加回去。加长的导演剪辑版及其长达4小时的附加内容收到了不错的反响。
2009年5月，隨著系列重啟新片《星際爭霸戰》的上映，片商推出《可汗怒吼》院線版的藍光光碟，與其他五部原始系列電影合體發售。在六部原始系列電影中，只有該片以1080p高畫質重新修復。對於大規模修復的原因，導演尼古拉斯·迈耶表示，這是因為《可汗怒吼》的負片「狀況相當糟糕」。此外，該藍光光碟中也包含許多全新的特別收錄，如導演迈耶和《星艦前傳》製作人曼尼·柯多的講評。2016年6月7日，导演剪辑版的4K高畫質藍光光碟上市，特別收錄中包含一部全新的電影製作紀錄片。

### 脚注
1. ↑  Cartmell，179－181页．
2. 1 2 3 4   [《可汗怒吼》剧情概要]. StarTrek.com. Viacom.   [2008-09-14]. （原始内容存档于2008-08-03）.
3. 1 2  Roth，8页．
4. ↑  Shatner．
5. 1 2 3 4 5 6 7 8 9 10 11 12 13 14 15 16 17  Meyer．
6. 1 2 3 4 5 6 7 8 9 10 11 12 13 14 15 16 17 18 19 20 21  Star Trek cast and crew．
7. ↑  Spelling, Ian.  [从深空到天堂]. 《多伦多太阳报》. 1994-08-07: TV6. I had to do my lines with the script girl, who, as you might imagine, sounded nothing like Bill [Shatner],．
8. 1 2 3  Rioux，243页．
9. 1 2 3  Rioux，249页．
10. 1 2 3 4 5 6 7 8 9 10 11  Okuda．
11. ↑  Jenkins，104页．
12. ↑  Nichols，248－249页．
13. ↑  Dillard，71页．
14. ↑  Shatner，161－162页．
15. ↑  Rioux，240－241页．
16. ↑  Shatner，99．
17. 1 2 3  Rioux，240－242页．
18. 1 2 3 4 5  Reeves-Stevens，203－205页．
19. 1 2 3 4 5 6 7 8 9 10 11 12 13  Robinson．
20. ↑  Anderson, 52.
21. 1 2 3 4  Anderson，53页．
22. ↑  Dillard，77页．
23. ↑  Hughes, David.  [史上最伟大的科幻电影]. Titan Books. 2008: 29. ISBN 9781845767556.
24. 1 2  Dillard，96页．
25. ↑   [聚光灯：迈耶以“可汗”为豪]. StarTrek.com. Viacom. 2002-08-06  [2009-01-02]. （原始内容存档于2009-02-04）.
26. 1 2  Anderson，57页．
27. ↑  Rouix，245页．
28. 1 2  Anderson，56页．
29. ↑  Anderson，73页．
30. ↑  Anderson，51页．
31. ↑  Anderson，61页．
32. 1 2  Anderson，55页．
33. 1 2  Anderson，54页．
34. ↑  Anderson，59页．
35. ↑  Rioux, 248.
36. ↑  Nichols，251页．
37. 1 2 3  Ralston，1052页．
38. ↑  Veilleux，1055页．
39. ↑  Veilleux，1032页．
40. 1 2 3  Veilleux，1034页．
41. ↑  Anderson，63页．
42. 1 2  Anderson，62页．
43. 1 2  Pegoraro, Rob. . 《华盛顿邮报》. 2008-06-29: W8.
44. 1 2  Anderson，71页．
45. 1 2 3  Larson, Randall.  [采访：詹姆斯·霍纳与《星际旅行II》]. 《电影配乐杂志》. 秋, (10). （原始内容存档于2009-06-02）.
46. ↑  Larson, Randall.  [詹姆斯·霍纳访谈录]. 《电影配乐杂志》. 秋／冬, (11－12（双联刊）). （原始内容存档于2009-04-02）.
47. 1 2  Harrington, Richard.  [夏日银幕上的声音]. 《华盛顿邮报》. 1982-07-25: L1.
48. ↑  Anderson，72页．
49. ↑  Sterritt, David. . 《基督教科学箴言报》. 1982-08-17: 1.
50. ↑  Kraemer, Ross.  [星际旅行里的宗教信仰]. Cassidy, William；Schwartz, Susan. Perseus Books Group. 2003年. ISBN 0-813-34115-9.
51. ↑  Shakespeare, William.  [哈姆雷特：第三幕第一景]. Bartleby.com.   [2008-10-03]. （原始内容存档于2008-10-11）. Hamlet: But that the dread of something after death/The undiscovered country from whose bourn/No traveller returns, puzzles the will/And makes us rather bear those ills we have/Than fly to others that we know not of?
52. ↑  Markey，14页．
53. ↑  Markey，21页．
54. ↑  Roth，7页．
55. ↑  斯波克：我至今从未参加过小林丸号测试，你觉得我的办法是什么？——迈耶，尼古拉斯（导演）．《星际旅行II：可汗怒吼》第16景曲速（Warp Speed）。原文：“Spock: I never took the Kobayashi Maru test until now. What do you think of my solution?”
56. ↑  Roth，10页．
57. 1 2 3  Hinds, Jane.  [亚哈的怒吼：当赫尔曼·梅尔维尔遇到吉恩·罗登伯里]. The Journal of American Culture: 43－46页.
58. ↑  Melville，427页．在线版 的存檔，存档日期2014-06-29.．原文：“to the last I grapple with thee; from Hell's heart I stab at thee; for hate's sake, I spit my last breath at thee.”译文取自：赫曼·麦尔维尔．《白鲸》．王海芳 编译．延边人民出版社．2007年11月．ISBN 978-7-5449-0058-4．
59. ↑  Barrett, Michele.  [星际旅行：人类的边疆]. Barrett, Duncan. Routledge. 2001年: 20－26页. ISBN 0-415-92982-2.
60. 1 2  Harmetz, Aljean. . 《纽约时报》. 1982-06-08: C11.
61. ↑   [星际旅行II：可汗怒吼]. Box Office Mojo.   [2008-10-05]. （原始内容存档于2009-02-12）.
62. ↑  . Box Office Mojo.   [2008-12-12]. （原始内容存档于2012-05-20）.
63. ↑  Staff. . 《纽约时报》. 1982-07-25: 24页，第7节.
64. ↑  Tenuto, John. . TrekMovie. 2008-12-17  [2008-12-17]. （原始内容存档于2008-12-19）.
65. ↑  Dallas, Keith. . Comics Bulletin. 2008-12-15  [2008-12-18]. （原始内容存档于2008-12-17）.
66. ↑  Meyers, Richard.  [最伟大的科幻电影]. 纽约: Carol Publishing Group. 1990年: 229－231页. ISBN 0-806-51084-6.
67. ↑   [星际旅行II：可汗怒吼（1982年）]. 烂番茄.   [2008-09-15]. （原始内容存档于2008-09-14）.
68. 1 2  Jenkins，250页．
69. 1 2  Bernardin, Mark. . 《娱乐周刊》. 2002-08-13  [2008-08-05]. （原始内容存档于2008-09-29）.．
70. ↑  Takis, John. . Film Score Monthly. 2003年, 8 (1): 26－27页.
71. ↑  Null, Christopher.  [星际旅行II：可汗怒吼]. FilmCritic. 2002年  [2008-12-10].[]
72. 1 2  Maslin, Janet. . 《纽约时报》. 1982-06-04: C12.
73. 1 2 3 4  Arnold, Gary. . 《华盛顿邮报》. 1982-06-04: D1.
74. ↑  Staff.  [星际旅行II－可汗怒吼]. 《剧艺报》. 1982-01-01  [2008-09-12].
75. ↑  Cramp, Nick.  [星际旅行II：可汗怒吼（1982年）]. BBC在线. 2001-09-03  [2008-09-12]. （原始内容存档于2005-04-05）.
76. 1 2 3  Ebert, Roger.  [评论：星际旅行II：可汗怒吼]. 《芝加哥太阳时报》. 1982-01-01  [2008-09-13]. （原始内容存档于2008-09-16）.
77. ↑  Adams, Derek.  [星际旅行II：可汗怒吼（1982年）]. 《暂停》.   [2008-09-12]. （原始内容存档于2009-02-02）.
78. ↑  Staff.  [星际旅行II：可汗怒吼评论]. 电视指南.   [2008-09-01]. （原始内容存档于2009-01-23）.
79. ↑  Kehr, David.  [星际旅行II：可汗怒吼评论]. 《芝加哥读者报》. 1982-01-01  [2008-10-01]. （原始内容存档于2008-07-23）.
80. ↑  Errigo, Angie.  [帝国评论：星际旅行II]. 《帝国》.   [2008-12-10]. （原始内容存档于2011-12-20）.
81. ↑  . SaturnAwards.org. Academy of Science Fiction, Fantasy & Horror Films.   [2008-12-12]. （原始内容存档于2014-02-02）.
82. ↑  . SaturnAwards.org. Academy of Science Fiction, Fantasy & Horror Films.   [2008-12-12]. （原始内容存档于2014-02-02）.
83. ↑  . TheHugoAwards.org. World Science Fiction Society.   [2008-12-12]. （原始内容存档于2009-01-13）.
84. ↑  Pascale, Anthony. . TrekMovie. 2007-05-12  [2008-10-03]. （原始内容存档于2009-02-15）.
85. ↑  Staff.  [J.J·艾布拉姆斯能拯救星际旅行吗？]. 《帝国》. 2006年7月: 56页.
86. ↑  Pascale, Anthony. . TrekMovie. 2007-10-04  [2008-10-03]. （原始内容存档于2016-07-01）.
87. ↑  Pascale, Anthony. . TrekMovie. 2008-02-28  [2008-10-03]. （原始内容存档于2008-10-07）.
88. ↑   (PDF). American Film Institute (AFI).   [2019-08-05]. （原始内容存档 (PDF)于2011-07-06）.
89. ↑   (PDF). American Film Institute (AFI).   [2019-08-05]. （原始内容存档 (PDF)于2013-11-04）.
90. ↑   (PDF). American Film Institute (AFI).   [2019-08-05]. （原始内容存档 (PDF)于2014-03-06）.
91. ↑  Orf, Darren. . Popular Mechanics. 2018-04-09  [2019-07-20]. （原始内容存档于2021-01-23）.
92. ↑  Sharkey, Betsy. . Adweek. 1984-12-17.
93. ↑  Kirkland, Bruce.  [旅行至DVD]. 多伦多太阳报. 2000-07-01: 36页.
94. ↑  Staff. . StarTrek.com. Stone, Sandy（照片）. 维亚康姆. 2000-07-12  [2008-10-13]. （原始内容存档于2003-08-15）.
95. ↑  McKay, John. . 《蒙特利尔公报》. 2001-12-07: F4.
96. ↑  Conrad, Jeremy.  [星际旅行II：可汗怒吼－导演版]. IGN. 2002-07-26  [2008-09-14]. （原始内容存档于2008-09-27）.
97. 1 2  Conrad, Jeremy.  [星际旅行II：可汗怒吼－导演版（第2页）]. IGN. 2002-07-26  [2008-09-14]. （原始内容存档于2009-04-12）.
98. ↑  Staff. . StarTrek.com. 维亚康姆. 2002-08-01  [2008-10-06]. （原始内容存档于2008-10-14）.
99. ↑  Staff. . 《多伦多太阳报》. 2002-05-17: 86页.
100. ↑  Staff. . 《泰晤士报》. 2002-11-30: 7页.
101. ↑  Frank, Alan. . 《明星日报（英语：Daily Star (United Kingdom)）》. 2002-01-04: 33页.
102. 1 2 3  Pascale, Anthony. . TrekMovie. 2009-02-16  [2009-05-15]. （原始内容存档于2011-10-21）.
103. 1 2  Staff. . StarTrek.com. CBS Studios International. 2016-04-24  [2016-04-24]. （原始内容存档于2020-12-05）.
104. ↑  . Amazon.com.   [2019-08-05]. （原始内容存档于2021-01-24）.
105. ↑  Wright, Matt. . StarTrek.com. CBS Studios International. 2016-06-05  [2019-08-05]. （原始内容存档于2021-01-24）.